# Pierre Aubameyang
Pierre-François Aubameyang (ur. 29 maja 1965 w Bitam) – gaboński piłkarz występujący na pozycji obrońcy. Posiada francuskie obywatelstwo. Jego synami są Catilina, Willy oraz Pierre-Emerick.
W trakcie kariery występował w gabońskim FC 105 Libreville, klubach francuskich, włoskiej Triestinie oraz w kolumbijskim Junior Barranquilla
W reprezentacji Gabonu rozegrał 27 spotkań i zdobył 6 bramek.